# Johannes Piersig
Johannes Piersig (* 24. November 1907 in Geestemünde; † 26. April 1998 in Wedel) war ein deutscher Kantor, Dozent für Orgelspiel, Musikerziehung und Musiktheorie bzw. später in den Jahren 1979/80 Rektor der Freien Universität Hamburg.

## Biografie
Piersig studierte Gesang und Orgelspiel an der Hochschule für Musik und Theater Leipzig. Nach mehreren Konzertreisen trat er 1932 die Kantorenstelle an der Breslauer Elisabethkirche an. 1941 wurde er an der dortigen Universität  KMD und unterrichtete zugleich als Dozent am Hochschulinstitut für Musikerziehung.
Infolge des Kriegsendes musste Piersig im Mai 1945 in Richtung Westen flüchten. Er kam in seine Studienstadt zurück und wurde Kantor der  Nikolaikirche zu Leipzig, ein Amt, in dem er bis 1959 blieb.
Bereits ein Jahr nach Kriegsende erhielt er zudem eine Stelle als  Dozent für Orgelspiel an der  Leipziger Musikhochschule. Hier unterrichtete er auch seinen späteren Nachfolger als Kirchenmusikdirektor an St. Nikolai Wolfgang Hofmann.
Zum 1. April 1947 wurde er als Universitätsmusikdirektor und Lektor für Musiktheorie an die Martin-Luther-Universität nach  Halle a.d. Saale berufen, wo er zugleich die Leitung der Robert-Franz-Singakademie als Nachfolger des Königlichen Musikdirektors Alfred Rahlwes übernahm. Ab 1956 lehrte er zusätzlich an der Humboldt-Universität Berlin.
Noch im selben Jahr promovierte Piersig zum Dr. phil. an der Universität Halle-Wittenberg mit seiner Dissertation Das Weltbild des Heinrich Schütz. Gefördert durch die Mitglieder des Spirituskreises, erhielt er 1948 eine Professur mit Lehrauftrag für Musikwissenschaften.
Nach den Angriffen auf den Spirituskreis seitens des SED-Regimes der DDR floh Piersig ein zweites Mal, dieses Mal in die Bundesrepublik, und begann ein Jahr später, in Hamburg-Blankenese als Kirchenmusiker zu arbeiten. 1978 erhielt er eine Stelle als Dozent an der Freien Universität Hamburg (nach ihrem Umzug nach Seevetal umbenannt in Freie Universität Norddeutschland) und war 1979 und 1980 Rektor dieser christlich ausgerichteten wissenschaftlichen Hochschule in nichtstaatlicher Trägerschaft.

## Bedeutung
Die musikwissenschaftlichen Forschungen Piersigs galten vor allem der Kirchenmusik des Barock (u. a. Europäische Orgelmusik, 1958).
Darüber hinaus bearbeitete er verschiedene Forschungsaufträge zur Musikgeschichte.

## Ehrungen
- Orlando-di-Lasso-Medaille
- Bundesverdienstkreuz am Bande (1981)

## Publikationen
- Das Weltbild des Heinrich Schütz (Dissertation, 1947)
- Europäische Orgelmusik (1958)
- Beiträge zu einer Rechtssoziologie der Kirchenmusik (1972)
- Das Fortschrittsproblem in der Musik um die Jahrhundertwende (1977)
- So ging es allenfalls (Lebenserinnerungen aus dem Nachlass, 2003)